# 奥尔登堡大学
奥尔登堡大学（Universität Oldenburg），全名卡尔·冯·奥西茨基大学（德语：Carl von Ossietzky Universität Oldenburg）是德国下萨克森州第四大城市奥尔登堡的一所年轻的公立大学，成立于1973年。在校学生逾一万两千人，属综合类大学。

## 校史
奥尔登堡在彼得一世摄政期间已有教师培训机构。1882年，城市成立乐第一个教师研讨会。
奥尔登堡大学成立于1973年。在1974年夏季学期开始招生和教课。当年入学学生达2400人。
1991年，奥尔登堡大学冠以著名作家、诺贝尔奖得主卡尔·冯·奥西茨基之名。同年，学生人数超越一万。
2004年，大学采用博洛尼亚进程。
2012年，大学成立医学及健康科学学院，起主要12个学期的课程，导致学生到德国国家考试（Staatsexamen），该学院由奥尔登堡大学、格罗宁根大学（荷兰）和当地医院之间合作。

## 大学概况

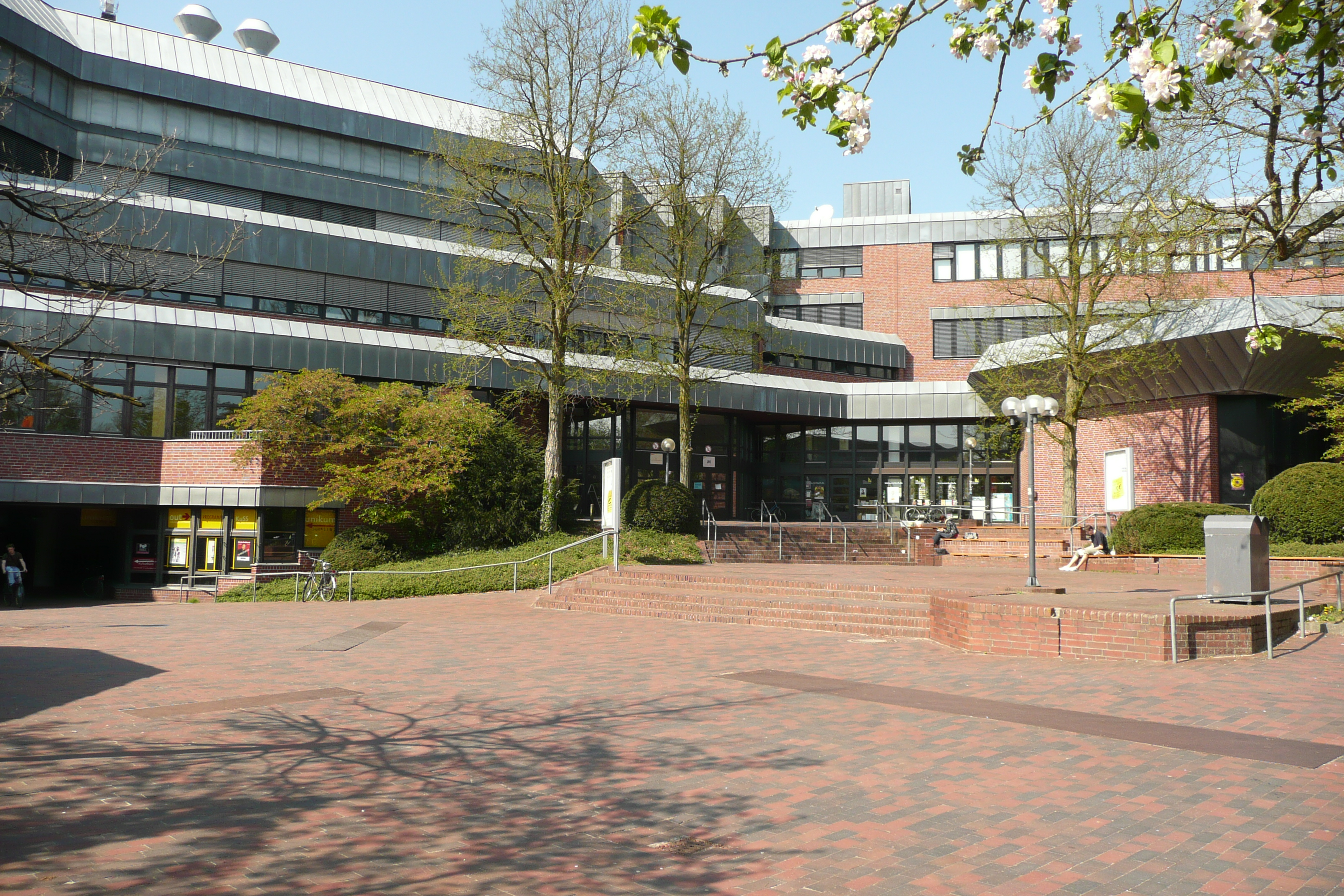
大学主楼

奥尔登堡大学设置有6个学院，23个院系，学生12000余人，外国学生近1000余人，39个本科专业，62个硕士专业，有博士与教授学位授予权。图书馆藏书140余万册。
校园分为两个校区，其中Uhlhornsweg校区包括总图书馆，大部分的部门与大学行政。除前高校教学建筑之外，大学的主要建筑成立于1982年，而成立于2001年的演讲厅。Wechloy校园，在1982启用，是自然科学，以及自然科学图书馆的家。

### 院系学科
- 一号学院：教育学与社会学
- 二号学院：计算机科学、经济学与法学
- 三号学院：语言学与文化研究
- 四号学院：人文科学与艺术
- 五号学院：自然科学与数学
- 六号学院：医学与公共卫生

53°08′52″N 8°10′56″E / 53.14778°N 8.18222°E

## 外部連結
- 奥尔登堡大学官方网站（页面存档备份，存于）
- 学生会网站 （页面存档备份，存于）
- 学生议会网站 （页面存档备份，存于）